# Jakob Mörtl
Jakob Mörtl (* 20. Juli 1924 in Knittelfeld; † 29. Mai 2016) war ein österreichischer Kommunalpolitiker (SPÖ). Von 1976 bis 1981 war er Bürgermeister der Stadt Villach.

## Biographie
Jakob Mörtl wurde im steirischen Knittelfeld als Sohn eines Lokomotivführers geboren. Als er zehn Jahre alt war übersiedelte die Familie nach Villach. Mörtl trat am 1. September 1945 der SPÖ bei, sein kommunalpolitisches Engagement begann mit dem Einzug in den Gemeinderat im Jahr 1953. Seit 1957 gehörte er als Baustradtrat auch der Stadtregierung an, 1968 stieg er weiter auf und bekleidete das Amt des Vizebürgermeisters unter Josef Resch. Ab 1976 bekleidete er schließlich das Amt des Bürgermeisters, welches er bis 1981 innehatte. Sein Nachfolger wurde Leopold Hrazdil.
Jakob Mörtl war verheiratet, hatte eine Tochter und zwei Enkelsöhne. Anlässlich seines Todes im Jahr 2016 würdigte Landeshauptmann Peter Kaiser Mörtls Leistungen wie „die Entwicklung eines Generalverkehrs- und Regionalplanes für Villach, die Förderung interkommunaler Beziehungen mit ausländischen Städten, die Entwicklung des Villacher Kirchtages zum größten Brauchtumsfest Kärntens, der Abschluss des Pflichtschul-Neubauprogramms oder eine Wohnbauoffensive“. Für sein politisches Engagement wurde Mörtl neben der Ehrenbürgerschaft der Stadt Villach mit zahlreichen weiteren Auszeichnungen bedacht, darunter das Silberne Ehrenzeichen der Republik Österreich, das deutsche Bundesverdienstkreuz I. Klasse, der Kärntner Landesorden in Silber, der Ehrenring der Stadt Bamberg und der Titel eines Commendatore der Region Friaul-Julisch Venetien für seine Hilfe nach dem Erdbeben im Friaul 1976. Die Ehrung durch die Stadt Bamberg ist das Resultat einer 1973 vereinbarten Städtepartnerschaft mit tiefem historischem Hintergrund – die Stadt Villach war von 1007 bis 1759 im Besitz des Bistums Bamberg.